# Chloroclystis paralodes
Chloroclystis paralodes är en fjärilsart som beskrevs av Edward Meyrick 1913. Chloroclystis paralodes ingår i släktet Chloroclystis och familjen mätare. Inga underarter finns listade i Catalogue of Life.